# برنرید
برنرید (به آلمانی: Bernried) یک شهر در آلمان است که در دگندورف واقع شده‌است.

## خصوصیات
برنرید ۳۹٫۴۷ کیلومترمربع مساحت دارد ۴۰۰-۱٬۰۹۵ متر بالاتر از سطح دریا واقع شده‌است.